# Novo Tiradentes
Novo Tiradentes este un oraș în Rio Grande do Sul (RS), Brazilia.